# 鈴木敦也
鈴木 敦也（すずき あつや、1930年3月30日 -2013年 1月22日  ）は、日本の外交官・ギリシア文学者。茨城県出身。

## 来歴・人物
ギリシア語専攻としてアテネ・フランセ卒業、1955年外務省書記試験合格、1957年第二次世界大戦敗戦後の第一回目の国費給付のギリシャへの留学生として日本政府から派遣、アテネ大学文学部を経てギリシア王立劇場演劇学校最上級クラス修了。その後、在アテネの日本政府ギリシャ公使館に勤務。その後、在ザイール日本大使館、本省アフリカ課、在フランスパリ大使館、在南ベトナム大使館、本省西欧第二課課長補佐、ギリシャ臨時代理大使、在マダガスカル臨時代理大使、在チュニジア臨時代理大使、在ガボン臨時代理大使、在フランスマルセイユ総領事（1995年定年退官）。その後、海外地下水開発協会理事となり現在に至る。
専門は、ギリシャ等との外交の実務と現代ギリシア文学の研究であり、外交官としての多忙な公務の中で、永年に亘りギリシア文学の研究と翻訳活動・著作・評論活動をライフワークとした。日本において、現代ギリシア語を完全に修得した最初の人で、同時にギリシャ研究の研究者として傑出した外交官であり、且つ、広範なギリシャ学の研究者でもある。
- 1962年、ギリシャの逐次刊行物「ネア・エスティア」に菊池寛『恩讐の彼方に』のギリシア語訳掲載
- 1965年、ギリシャの逐次刊行物「エポヘス」に菊池寛『藤十郎の恋』のギリシア語訳掲載
- 1973年、日本文化財団招聘のギリシア国立劇場上演に際し、「オレスティア三部作」『オイディプス王』等の現代ギリシア語からの台本の日本語訳を翻訳し、評論を発表。その後も、日本文化財団招聘の「ギリシア国立劇場」来日公演に際し評論、台本の翻訳を担当。
- 1979～80年、八木橋正雄と共著で日本初のギリシア語の辞典・現代ギリシア文学の翻訳書・解説書等を公刊。
- 2006年、イヨルゴス・セオトカス著『レオニス』の翻訳を講談社出版サービスセンターから公刊。
- 2007年、イヨルゴス・セオトカス著『閑暇の時(ΩΡΕΣ ΑΡΓΙΑΣ)』『自由なる精神(ΕΛΕΥΘΕΡΟ ΠΝΕΥΜΑ)』(合本)の翻訳を講談社出版サービスセンターから公刊（現在一般販売中）。
- 2007年、イヨルゴス・セオトカス著『鐘声(ΟΙ ΚΑΜΠΑΝΕΣ)』の翻訳を講談社出版サービスセンターから公刊。
- 2007年、ヤンニス・チリモコス著『新ギリシャ風土記　四つの物語』の翻訳を講談社出版サービスセンターから公刊。
- 2007年、イヨルゴス・セオトカス著『エヴリピディス・ペンドザリス(遠い日と群像と)』の翻訳を講談社出版サービスセンターから公刊（現在一般販売中）。
- 2012年、イヨルゴス・セオトカス著『病める人々と行人たち』の翻訳を自費出版。